# Atletica leggera ai Giochi della XX Olimpiade - 110 metri ostacoli

Video della Finale

I 110 metri ostacoli hanno fatto parte del programma maschile di atletica leggera ai Giochi della XX Olimpiade. La competizione si è svolta nei giorni 3-7 settembre 1972 allo Stadio olimpico di Monaco.

## Presenze ed assenze dei campioni in carica
| Competizione      | Atleta           | Prestazione | Monaco 1972 |
| ----------------- | ---------------- | ----------- | ----------- |
| Olimpiadi 1968    | Willie Davenport | 13”33       | Presente    |
| Commonwealth 1970 | David Hemery     | 13”66 v     | Solo 400 hs |
| Panamericani 1971 | Rodney Milburn   | 13”46 v     | Presente    |
| Europei 1971      | Frank Siebeck    | 14”0        | Presente    |

1. ↑  L'americano è detentore del record del mondo dal 1971 con 13”0 (120y).

Il vincitore dei Trials USA è Thomas Hill con 13”5 v.

## La gara
La stella degli ostacoli alti USA, Rodney Milburn, si qualifica per il rotto della cuffia arrivando terzo alle selezioni nazionali dopo aver abbattuto due barriere. Tutti i migliori passano i turni eliminatori.

Passano le semifinali tre americani e cinque europei (quattro dell'Est e il francese Guy Drut).

Milburn vince la finale con il nuovo record del mondo. Dietro di lui fa un'eccellente figura Guy Drut. Il campione uscente Davenport manca di 2 centesimi la medaglia di bronzo. Giunge quinto il campione europeo Frank Siebeck con 13"71.

## Risultati

### Turni eliminatori
| 5 Batterie   | 3 settembre | 39 partenti   | Si qualificano i primi 3 + il miglior tempo. |
| 2 Semifinali | 4 settembre | 8 + 8         | Si qualificano i primi 4.                    |
| Finale       | 7 settembre | 8 concorrenti |                                              |

### Batterie
| Pos. | Atleta                | Nazione        | Tempo | Nota |
| ---- | --------------------- | -------------- | ----- | ---- |
| 1    | Frank Siebeck         | Germania Est   | 13"83 | Q    |
| 2    | Willie Davenport      | Stati Uniti    | 13"97 | Q    |
| 3    | Leszek Wodzyński      | Polonia        | 14"03 | Q    |
| 4    | Eckart Berkes         | Germania Ovest | 14"14 |      |
| 5    | Adeola Aboyade-Cole   | Nigeria        | 14"16 |      |
| 6    | Arnaldo Bristol       | Porto Rico     | 14"61 |      |
| 7    | Ishtiaq Mubarak       | Malaysia       | 14"78 |      |
| 8    | Muhammad Ahmed Bashir | Pakistan       | 15"38 |      |

| Pos. | Atleta             | Nazione          | Tempo | Nota |
| ---- | ------------------ | ---------------- | ----- | ---- |
| 1    | Thomas Hill        | Stati Uniti      | 13"62 | Q    |
| 2    | Berwyn Price       | Gran Bretagna    | 13"94 | Q    |
| 3    | Günther Nickel     | Germania Ovest   | 13"95 | Q    |
| 4    | Mirosław Wodzyński | Polonia          | 14"02 | q    |
| 5    | Viktor Mjasnikov   | Unione Sovietica | 14"13 |      |
| 6    | Bo Forssander      | Svezia           | 14"56 |      |
| 7    | Alberto Matos      | Portogallo       | 14"74 |      |
| 8    | Lee Chung-Ping     | Taiwan           | 14"98 |      |

| Pos. | Atleta            | Nazione        | Tempo | Nota   |
| ---- | ----------------- | -------------- | ----- | ------ |
| 1    | Rod Milburn       | Stati Uniti    | 13"57 | Q      |
| 2    | Lubomír Nádeníček | Cecoslovacchia | 13"93 | Q      |
| 3    | Rich McDonald     | Canada         | 14"36 | Q      |
| 4    | Danny Smith       | Bahamas        | 14"46 |        |
| 5    | Jesper Tørring    | Danimarca      | 14"50 |        |
| 6    | Mal Baird         | Australia      | 14"55 |        |
| 7    | Simbara Maki      | Costa d'Avorio | 14"59 |        |
| -    | Giuseppe Buttari  | Italia         |       | Squal. |

| Pos. | Atleta                 | Nazione        | Tempo | Nota |
| ---- | ---------------------- | -------------- | ----- | ---- |
| 1    | Marco Acerbi           | Italia         | 13"99 | Q    |
| 2    | Marek Jóźwik           | Polonia        | 14"06 | Q    |
| 3    | Alan Pascoe            | Gran Bretagna  | 14"08 | Q    |
| 4    | Abdoulaye Sarr         | Senegal        | 14"12 |      |
| 5    | Manfred Schumann       | Germania Ovest | 14"13 |      |
| 6    | Beat Pfister           | Svizzera       | 14"33 |      |
| 7    | Moreldin Mohamed Hamdi | Sudan          | 15"80 |      |
| -    | Alejandro Casañas      | Cuba           |       | Rit. |

| Pos. | Atleta          | Nazione        | Tempo | Nota |
| ---- | --------------- | -------------- | ----- | ---- |
| 1    | Guy Drut        | Francia        | 13"78 | Q    |
| 2    | Sergio Liani    | Italia         | 13"95 | Q    |
| 3    | Petr Čech       | Cecoslovacchia | 14"04 | Q    |
| 4    | Godfrey Murray  | Giamaica       | 14"16 |      |
| 5    | Loránd Milassin | Ungheria       | 14"21 |      |
| 6    | Dave Wilson     | Gran Bretagna  | 14"31 |      |
| 7    | Tony Nelson     | Canada         | 14"73 |      |

### Semifinali
| Pos. | Atleta             | Nazione        | Tempo | Nota |
| ---- | ------------------ | -------------- | ----- | ---- |
| 1    | Thomas Hill        | Stati Uniti    | 13"47 | Q    |
| 2    | Guy Drut           | Francia        | 13"49 | Q    |
| 3    | Leszek Wodzyński   | Polonia        | 13"81 | Q    |
| 4    | Petr Čech          | Cecoslovacchia | 13"82 | Q    |
| 5    | Sergio Liani       | Italia         | 13"90 |      |
| 6    | Rich McDonald      | Canada         | 14"22 |      |
| 7    | Berwyn Price       | Gran Bretagna  | 14"37 |      |
| 8    | Mirosław Wodzyński | Polonia        | 14"63 |      |

| Pos. | Atleta            | Nazione        | Tempo | Nota |
| ---- | ----------------- | -------------- | ----- | ---- |
| 1    | Rod Milburn       | Stati Uniti    | 13"44 | Q    |
| 2    | Frank Siebeck     | Germania Est   | 13"58 | Q    |
| 3    | Willie Davenport  | Stati Uniti    | 13"73 | Q    |
| 4    | Lubomír Nádeníček | Cecoslovacchia | 13"89 | Q    |
| 5    | Marek Jóźwik      | Polonia        | 14"06 |      |
| 6    | Günther Nickel    | Germania Ovest | 14"23 |      |
| 7    | Alan Pascoe       | Gran Bretagna  | 14"24 |      |
| 8    | Marco Acerbi      | Italia         | 14"45 |      |

### Finale
| Pos.    | Corsia | Atleta            | Età | Nazione        | Tempo | Nota            |
| ------- | ------ | ----------------- | --- | -------------- | ----- | --------------- |
| Oro     | 5      | Rod Milburn       | 22  | Stati Uniti    | 13"24 | Record mondiale |
| Argento | 8      | Guy Drut          | 21  | Francia        | 13"34 |                 |
| Bronzo  | 7      | Thomas Hill       | 22  | Stati Uniti    | 13"48 |                 |
| 4       | 1      | Willie Davenport  | 29  | Stati Uniti    | 13"50 |                 |
| 5       | 6      | Frank Siebeck     | 23  | Germania Est   | 13"71 |                 |
| 6       | 3      | Leszek Wodzyński  | 26  | Polonia        | 13"72 |                 |
| 7       | 2      | Lubomír Nádeníček | 25  | Cecoslovacchia | 13"76 |                 |
| 8       | 4      | Petr Čech         | 28  | Cecoslovacchia | 13"86 |                 |